# The Hammocks
The Hammocks ist  ein census-designated place (CDP) im Miami-Dade County im US-Bundesstaat Florida. Das U.S. Census Bureau hat bei der Volkszählung 2020 eine Einwohnerzahl von 59.480 ermittelt. 

## Geographie
The Hammocks grenzt im Süden an den Miami Executive Airport und liegt etwa 20 km südwestlich von Miami. Der CDP wird von den Florida State Roads 94, 825 und 997 tangiert.

## Demographische Daten
Laut der Volkszählung 2010 verteilten sich die damaligen 51.003 Einwohner auf 17.539 Haushalte. Die Bevölkerungsdichte lag bei 2500,1 Einw./km². 85,0 % der Bevölkerung bezeichneten sich als Weiße, 6,1 % als Afroamerikaner, 0,2 % als Indianer und 3,1 % als Asian Americans. 2,7 % gaben die Angehörigkeit zu einer anderen Ethnie und 2,9 % zu mehreren Ethnien an. 76,9 % der Bevölkerung bestand aus Hispanics oder Latinos.
Im Jahr 2010 lebten in 44,1 % aller Haushalte Kinder unter 18 Jahren sowie 21,7 % aller Haushalte Personen mit mindestens 65 Jahren. 80,2 % der Haushalte waren Familienhaushalte (bestehend aus verheirateten Paaren mit oder ohne Nachkommen bzw. einem Elternteil mit Nachkomme). Die durchschnittliche Größe eines Haushalts lag bei 3,09 Personen und die durchschnittliche Familiengröße bei 3,42 Personen.
26,4 % der Bevölkerung waren jünger als 20 Jahre, 28,8 % waren 20 bis 39 Jahre alt, 30,5 % waren 40 bis 59 Jahre alt und 14,3 % waren mindestens 60 Jahre alt. Das mittlere Alter betrug 36 Jahre. 47,5 % der Bevölkerung waren männlich und 52,5 % weiblich.
Das durchschnittliche Jahreseinkommen lag bei 57.837 $, dabei lebten 12,5 % der Bevölkerung unter der Armutsgrenze.
Im Jahr 2000 war Englisch die Muttersprache von 22,82 % der Bevölkerung, spanisch sprachen 71,35 % und 5,83 % hatten eine andere Muttersprache.